# Waleryj Lipkin
Waleryj Fiodarawicz Lipkin (biał. Валерый Фёдаравіч Ліпкін, ros. Валерий Фёдорович Липкин, Walerij Fiodorowicz Lipkin; ur. 9 stycznia 1951 w Wendorożu) – białoruski agronom i polityk, deputowany do Rady Najwyższej Republiki Białorusi XIII kadencji, w latach 1996–2000 deputowany do Izby Reprezentantów Republiki Białorusi I kadencji.

## Życiorys

### Młodość i praca
Urodził się 9 stycznia 1951 roku we wsi Wendoroż, w rejonie mohylewskim obwodu mohylewskiego Białoruskiej SRR, ZSRR. W 1972 roku ukończył Białoruską Państwową Akademię Gospodarstwa Wiejskiego, uzyskując wykształcenie agronoma. W latach 1968–1969 pracował jako tokarz w Zakładach „Strojmasz” w Mohylewie. W latach 1969–1974 był agronomem, głównym agronomem w sowchozie „Machowo” w rejonie mohylewskim. Od 1975 do co najmniej 1995 roku pełnił funkcję dyrektora generalnego firmy rolniczo-handlowej „Dniepr” w rejonie mohylewskim. W latach 1990–1994 był deputowanym do Mohylewskiej Obwodowej Rady Deputowanych.

### Działalność parlamentarna
W drugiej turze wyborów parlamentarnych 28 maja 1995 roku został wybrany na deputowanego do Rady Najwyższej Republiki Białorusi XIII kadencji z mohylewskiego wiejskiego okręgu wyborczego nr 154. 9 stycznia 1996 roku został zaprzysiężony na deputowanego. Od 23 stycznia pełnił w Radzie Najwyższej funkcję członka Stałej Komisji ds. Bezpieczeństwa Narodowego, Obrony i Walki z Przestępczością. Był bezpartyjny, należał do frakcji komunistów. Od 3 czerwca był członkiem grupy roboczej Rady Najwyższej ds. współpracy z parlamentem Republiki Francuskiej. Poparł dokonaną przez prezydenta Alaksandra Łukaszenkę kontrowersyjną i częściowo nieuznaną międzynarodowo zmianę konstytucji. 27 listopada 1996 roku przestał uczestniczyć w pracach Rady Najwyższej i wszedł w skład utworzonej przez prezydenta Izby Reprezentantów Zgromadzenia Narodowego Republiki Białorusi I kadencji. Pełnił w niej funkcję członka Komisji Praw Człowieka i Stosunków Narodowościowych. Zgodnie z Konstytucją Białorusi z 1994 roku jego mandat deputowanego do Rady Najwyższej formalnie zakończył się 9 stycznia 2001 roku; kolejne wybory do tego organu jednak nigdy się nie odbyły. Jego kadencja w Izbie Reprezentantów I kadencji zakończyła się 21 listopada 2000 roku.

## Odznaczenia
- Order „Znak Honoru” (ZSRR);
- Medal Daniła Galickiego;
- medale: brązowy, srebrny i złoty Wystawy Osiągnięć Gospodarki Narodowej ZSRR[1].

## Życie prywatne
Waleryj Lipkin jest żonaty. W 1995 roku mieszkał we wsi Kadzina w rejonie mohylewskim.